# Agustín Fernando Muñoz y Sánchez
Dom Agustín Fernando Muñoz y Sánchez, 1º Duque de Riánsares, 1º Duque de Montmorot, 1º Marquês de San Agustín, Grande de Espanha (Tarancón, 4 de maio de 1808 – Le Havre, 11 de setembro de 1873), foi um militar espanhol, segundo marido da rainha viúva Maria Cristina de Bourbon, regente da Espanha durante a menoridade de sua filha, a rainha Isabel II.

## Posteridade
1. Maria Amparo (1834-1864) condessa de Vista Alegre, casou em 1855 com o Príncipe Władysław Czartoryski, sendo pais do beato Augusto Czartoyski.
2. Maria dos Milagres, Marquesa de Castillejo (08 de novembro de 1835 - 9 de julho de 1903) casada com Filippo del Drago, Principe di Mazzano e d'Antuni (1824-1913).
3. Agustín, 1 º Duque de Tarancón (15 de março de 1837 - 15 de julho de 1855).
4. Fernando, 2 º Duque de Riansares e Tarancón (27 de abril de 1838 - 7 de dezembro de 1910) casada com Eladia Bernaldo de Quirós y González de Cienfuegos (1839-1909).
5. Maria Cristina, Marquesa de La Isabella (19 de abril de 1840 - 20 de dezembro de 1921) casada com José María Bernaldo de Quirós y González de Cienfuegos, Marqués de Campo Sagrado (1840-1911).
6. João, conde de Recuerdo (29 de agosto de 1844 - 2 de abril de 1863).
7. José, Conde de Gracia (21 de dezembro de 1846 - 17 de dezembro de 1863)